# Robinsonelliana unidentata
Robinsonelliana unidentata är en skalbaggsart som beskrevs av Marc Lacroix 1993. Robinsonelliana unidentata ingår i släktet Robinsonelliana och familjen Melolonthidae. Inga underarter finns listade i Catalogue of Life.